# حادث قافلة جيش يوغوسلافيا الشعبي في توزلا (1992)
حادث قافلة جيش يوغوسلافيا الشعبي في توزلا 1992 كان هجوم على اللواء 92 الميكانيكي التابع لجيش يوغوسلافيا الشعبي في مدينة توزلا البوسنية في 15 مايو 1992. وقع الحادث عند مفترق الطرق في برتشانسكا مالتا. قُتل ما لا يقل عن 92 جندي من جيش يوغوسلافيا الشعبي وأصيب 33 بجروح خلال الهجمات وتشير التقديرات إلى مقتل 200 شخص. ما بدأ كتراجع سلمي بالاتفاق مع السلطات المحلية لكنه انتهى بكمين عندما هاجمت الرابطة الوطنية والقبعات الخضراء والبوشناق من الشرطة المحلية القافلة. لقد كان تكرار لحادثة مماثلة وقعت في سراييفو قبل أسبوع.

## الخلفية
عندما اندلعت حرب البوسنة والهرسك في أبريل 1992 كان هناك أربعة أنواع من القوات المسلحة الفيدرالية والصربية في البوسنة والهرسك. هذه كانت جيش يوغوسلافيا الشعبي ووحدات المتطوعين التي أنشأها جيش يوغوسلافيا الشعبي ومفارز الدفاع الإقليمي لصرب البوسنة ووزارة الشؤون الداخلية التابعة لوزارة الشؤون الداخلية لصرب البوسنة. مع انسحاب جيش يوغوسلافيا الشعبي من سلوفينيا وجزء كبير من كرواتيا بحلول أوائل أبريل 1992 كان لدى جيش يوغوسلافيا الشعبي في غرب كرواتيا والبوسنة والهرسك حوالي 100,000-110,000 جندي ومجهزة بحوالي 500 دبابة و 400 قطعة مدفعية متوسطة و 48 قاذفة صواريخ متعددة و 350 مدفع هاون عيار 120 ملم. بالإضافة إلى ذلك كان لدى جيش يوغوسلافيا الشعبي 120 مقاتلة قاذفة و 40 طائرة هليكوبتر خفيفة و 30 مروحية نقل. بلغ عدد أفراد الشرطة الخاصة لصرب البوسنة حوالي 15000 بما في ذلك الشرطة النشطة والخاصة والاحتياطية. منذ مارس 1991 كان قادة حزب العمل الديمقراطي البوسني يطورون قوة مسلحة تسمى «الرابطة الوطنية للشعب» أو الرابطة الوطنية وعلى الرغم من حظر الأسلحة بدأ إصدار الأسلحة في أغسطس 1991. بحلول أبريل 1992 بلغ عدد الرابطة الوطنية حوالي 40.000 جندي في تسع قيادات إقليمية يقال إن مقر إحداها في توزلا.
عندما اندلعت الحرب، تم حشد الدفاع الإقليمي لصرب البوسنة والهرسك لكن جيش يوغوسلافيا الشعبي رفض تسليم أسلحته التي صادرتها في عام 1990. كان البوشناق والكروات البوسنيون قد غادروا جيش يوغوسلافيا الشعبي. كانت الأولوية بالنسبة لجيش يوغوسلافيا الشعبي هي أمن قواعدها حيث ثبت أن هذا كان نقطة ضعف خلال معركة الثكنات في حرب الاستقلال الكرواتية. في بداية أبريل سقط عدد من البلدات في شمال شرق البوسنة والهرسك في تتابع سريع لمزيج من جيش يوغوسلافيا الشعبي والمتطوعين الصرب وقوات صرب البوسنة. وشملت هذه بيلينا وزفورنيك وفيسيغراد وفوتشا. في 15 أبريل استولت وحدات الشرطة الخاصة البوسنية والدفاع الإقليمي لصرب البوسنة على الأسلحة والذخيرة والمعدات الخاصة بمنطقة توزلا الإقليمية في مدن سريبرنيك ولوكافاكس وتوزلا نفسها. بحلول نهاية الشهر كانت الحكومة البوسنية قد أعادت تنظيم الدفاع الإقليمي لصرب البوسنة والهرسك بدمج قوات الرابطة الوطنية. إجمالا كانت القوة الجديدة تضم حوالي 100.000 رجل ولكن فقط حوالي 40.000-50.000 قطعة سلاح صغير وتقريبا لا توجد أسلحة ثقيلة.

## الهجوم
في 15 مايو 1992 انسحب جيش يوغوسلافيا الشعبي من ثكنة توزلا في قافلة من المركبات. بعد محاولة المغادرة الساعة 14:00 أوقفت عناصر من البوسنة والهرسك القافلة عند نقطة تفتيش وأعيدت إلى الثكنات. غادرت القافلة الثكنات مرة أخرى في الساعة 19:00 متجهة شمالا شرقا نحو بيلينا عبر طريق برتشكو. احتوت السيارة الرئيسية على قائد حامية جيش يوغوسلافيا الشعبي اللفتنانت كولونيل ميل دوباييتش وتبع سيارته مركبة تحتوي على أفراد من البوسنة والهرسك. عندما وصلت القافلة إلى التقاطع مع الطريق المؤدية شرقا إلى سيمين هان تعرضت لنيران أسلحة خفيفة من أعضاء من البوسنة والهرسك.
ووفقا للائحة الاتهام الصادرة عن مكتب المدعي العام لجرائم الحرب في جمهورية صربيا في دائرة جرائم الحرب في بلغراد في 9 نوفمبر 2007 قُتل ما لا يقل عن 92 من أعضاء جيش يوغوسلافيا الشعبي في الهجوم على القافلة وهو هجوم آخر. وأصيب 33 بجروح وتدمير عدد من الآليات العسكرية بينها سيارات إسعاف. ووردت أسماء القتلى والجرحى في الهجوم في لائحة الاتهام.

## فيما بعد
بعد سنوات وجه مكتب المدعي العام الصربي لجرائم الحرب لائحة اتهام ضد الرئيس السابق للأمن العام في توزلا وهو من أصل كرواتي إيليا يوريشيتش للاشتباه في أنه ارتكب جريمة حرب بزعم أنه أمر بالهجوم. ورُفضت القضية أمام المحاكم البوسنية. تم القبض عليه في مطار بلغراد في مايو 2007 وأدين بسلوك غير لائق في ساحة المعركة في عام 2009 وحُكم عليه بالسجن لمدة 12 عام. في أكتوبر 2010 ألغت محكمة الاستئناف الحكم فيما بعد. أمرت محكمة استئناف بلغراد بإعادة محاكمته وأفرجت عنه من الحجز. واصل مواطنو توزلا الإعراب عن دعمهم لإيليا يوريشيتش. في وقت لاحق رحب حشد كبير بيوريشيتش عند عودته إلى توزلا في 11 أكتوبر 2010 بعد أن تم إلغاء عقوبته. تمت إعادة المحاكمة وحُكم عليه مرة أخرى بالسجن 12 عام. في 2 أبريل 2015 بدأ استئناف ضد نتيجة إعادة المحاكمة. في مارس 2016 تم إلغاء إدانته مرة أخرى.
تحتفل مدينة توزلا بيوم 15 مايو «يوم تحرير المدينة». عند مقابلته في مايو 2002 صرح رئيس بلدية توزلا السابق سليم بشلاغيتش عن العيد: «لا أحد مجبر على الاحتفال بيوم 15 مايو وسأحتفل بمفردي إذا لزم الأمر لأنني بقيت على قيد الحياة ولأنني ساعدت الكثير من الناس على البقاء على قيد الحياة».